# جمال الدين المزي
الحافظ المِزِّي هو: جمال الدين أبو الحجاج واسمه الكامل يوسف بن الزكي عبد الرحمن بن يوسف بن عبد الملك بن يوسف بن أبي الزهر القضاعي ثم الحلبي الشافعي، (654-742هـ/1256-1341م) عالم ومؤلف شامي كان محدث الشام و مؤلف كتاب تهذيب الكمال في أسماء الرجال .

## مولده ونشأته
ولد الحافظ المزي  يوسف بن الزكي الحلبي ثم المزي بظاهر مدينة حلب سنة أربع وخمسين وستمائة {654 } ونشأ بالمزة قرب دمشق ولقب بالحافظ المزي وحفظ القرآن وتفقه به ثم أقبل على الحديث وبرع في علومه.

## طلبه للعلم
سمع في البداية كتاب الحلية كله على ابن أبي الخير سنة خمس وسبعين ثم أكثر عنه، وسمع المسند والكتب الستة ومعجم الطبراني والأجزاء الطبرزذية والكندية، وسمع صحيح مسلم من الإربلي ورحل سنة ثلاث وثمانين فسمع من العز الحراني وأبي بكر بن الأنماطي وغازي وهذه الطبقة وسمع بدمشق وحلب وحماة والحرمين وبعلبك وغير ذلك.
اشتهر المزي في العلوم والحديث والخط ونسخ بخطه المليح المتقن كثيرًا لنفسه ولغيره ونظر في اللغة ومهر فيها وفي التصريف وقرأ العربية، وأما معرفة الرجال أي رواة الأحاديث فهو حامل لوائها والقائم بأعبائها لم تر العيون مثله.

## كتبه وتدريسه
مؤلفاته عديدة، منها:

كتاب طبقات الفقهاء الشافعية للإمام تقي الدين بن الصلاح، تهذيب الإمام النووي، تنقيح الإمام المزّي.

- «تهذيب الكمال» يقع في مائتي جزء وخمسين جزءًا.
- وعمل كتاب «الأطراف» في بضعة وثمانين جزءًا.

وخرج لنفسه وأملى مجالس وأوضح مشكلات ومعضلات ما سبق إليها في علم الحديث ورجاله. وولي المشيخة بأماكن منها، دار الحديث الأشرفية. وكان ثقة حجة كثير العلم حسن الأخلاق كثير السكوت قليل الكلام جدا صادق اللهجة لم تعرف له صبوة، وكان يطالع وينقل الطباق إذا حدث وهو في ذلك لا يكاد يخفى عليه شيء مما يقرأ بل يرد في المتن والإسناد ردًّا مفيدًا يتعجب منه فضلاء الجماعة، وكان متواضعًا حليمًا صبورًا مقتصدًا في ملبسه ومأكله كثير المشي في مصالحه، ترافق هو وابن تيمية علامة وشيخ دمشق شيخ الإسلام ترافق معه كثيرًا في سماع الحديث وفي النظر في العلم وكان يقرر طريقة السلف في السنة ويعضد ذلك بمباحث نظرية وقواعد كلامية.
وقد لزم في وقت صحبة العفيف التلمساني فلما تبين له انحلاله واعتقاده بوحدة الوجود تبرأ منه وحط عليه، وكان ذا مروءة وسماحة، ويقنع باليسير باذلا لكتبه وفوائده ونفسه، كثير المحاسن ولقد آذاه أبو الحسن بن العطار وما رأيته يتكلم فيه ولا فيمن آذاه.

## من مروياته
قال الذهبي: أخبرنا أحمد بن سلامة في كتابه وحدثني عنه الحافظ المجود أبو الحجاج الكلبي أن مسعود بن أبي منصور أنبأهم قال: أنا أبو علي أنا أبو نعيم الحافظ ثنا ابن خلاد ثنا محمد بن عثمان بن أبي شيبة ثنا يوسف بن يعقوب الصفار أنا علي بن عثام عن سعير بن الخمس عن مغيرة عن إبراهيم عن علقمة عن عبد الله قال: سئل النبي عن الوسوسة فقال: «صريح الإيمان». هذا حديث حسن صحيح غريب من الإفراد أخرجه مسلم عن الصفار فوافقناه بعلو، وليس لسعير ولا لعلي ولا للصفار في صحيح مسلم سواه.

## وفاته
توفي في الثاني عشر من صفر سنة اثنتين وأربعين وسبعمائة { 12 صفر 742 } وصلي عليه في الجامع الأموي خارج باب النصر ثم دفن بمقابر الصوفية بالقرب من ابن تيمية بدمشق.